# Cecilia Metela (esposa de Apio Claudio)

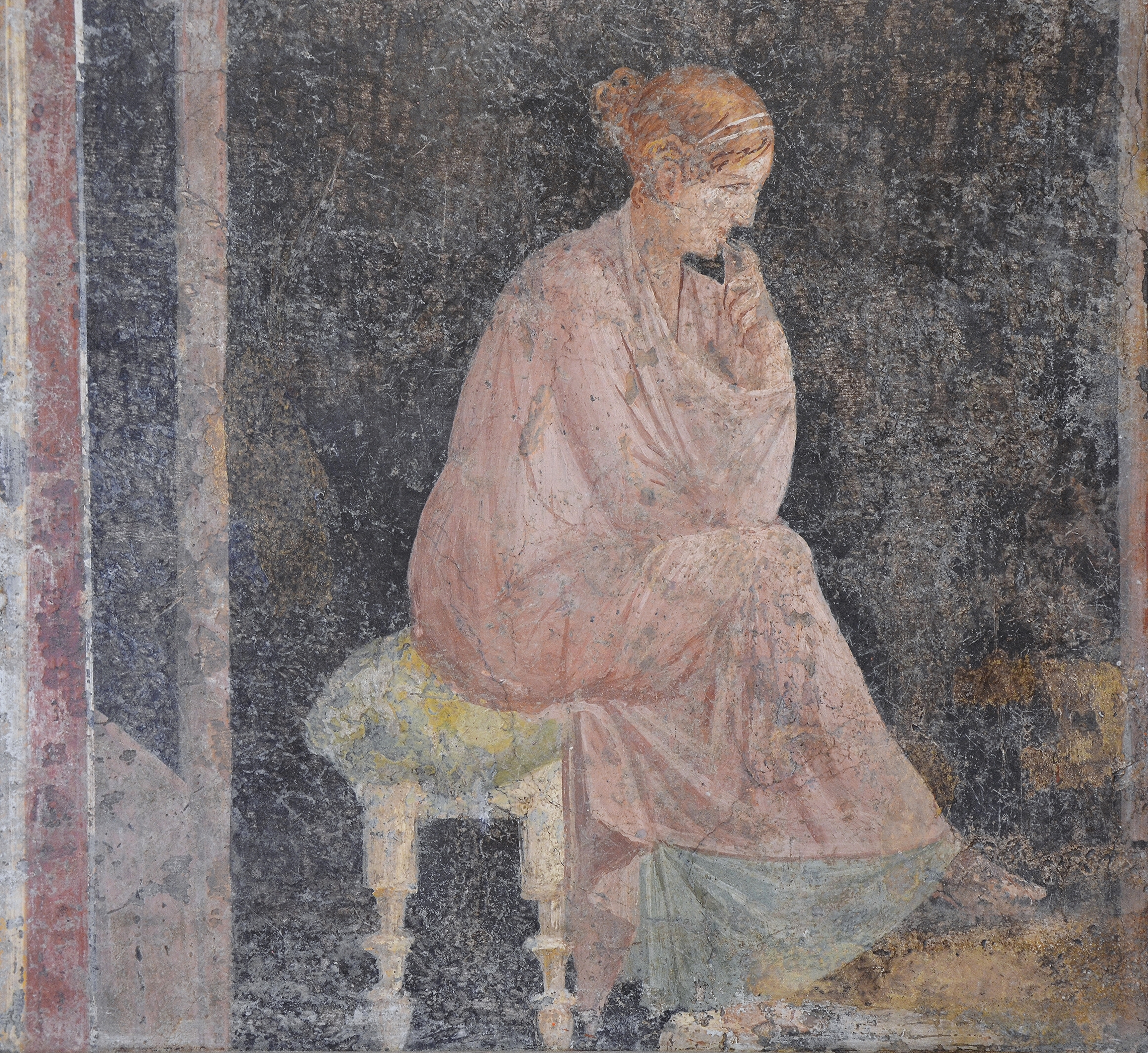
Fresco de una mujer romana

Cecilia Metela (en latín, Caecilia Metella) fue una dama romana tradicionalmente considerada hija de Quinto Cecilio Metelo Baleárico.
Estuvo casada con Apio Claudio Pulcro, miembro de los patricios Claudios Pulcros, con quien tuvo seis hijos: Apio Claudio Pulcro, Cayo Claudio Pulcro, Clodio, Claudia Tertia, Claudia y Clodia. Ha sido identificada con la Cecilia Metela, vestal e hija de Baleárico, que dio protección a Sexto Roscio y tuvo un sueño en el que se le aparecía Juno Sospita.